# Leccinum boreale
Leccinum boreale là một loài nấm bolete thuộc họ Boletaceae. Các bolete này được mô tả là mới đối với khoa học vào năm 1966 bởi các nhà nấm học Alexander H. Smith, Harry Delbert Thiers và Roy Watling.
Một kiến nghị trong cơ quan lập pháp đã đề xuất biến đây thành loại nấm chính thức của Alberta vào năm 2009.